# Los Andes (província do Chile)
Los Andes é uma província do Chile localizada na região de Valparaíso. Possui uma área de 3.054,1 km² e uma população de 91.683 habitantes (2002). Sua capital é a cidade de Los Andes.

## Comunas
A província está dividida em 4 comunas:
- Los Andes
- San Esteban
- Calle Larga
- Rinconada